# Kalmücken

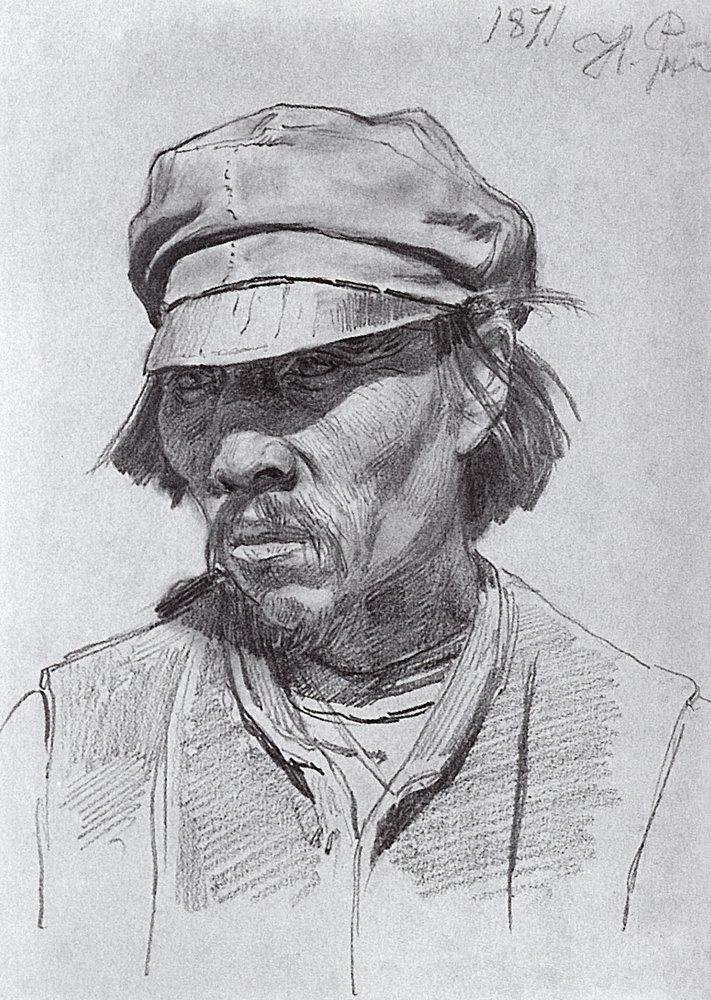
Porträt eines Kalmücken. Von Ilja Repin (1871)

Lage der Republik Kalmückien in Russland, Siedlungsgebiet von fast 90 % der Kalmücken

Die Kalmücken (kalmückisch хальмг; russisch калмыки; deutsch auch Kalmüken oder Kalmyken geschrieben) sind ein westmongolisches Volk, das vorrangig in der Autonomen Russischen Teilrepublik Kalmückien lebt. Der Begriff wurde bereits im frühen 14. Jahrhundert von islamischen Historikern für die Oiraten verwendet und später von den Russen für an der Wolga siedelnde Splittergruppen der Oiraten übernommen.
Die Kalmücken sind das einzige buddhistische und das einzige mongolischsprachige Volk innerhalb der geografischen Grenzen Europas. Nach der Volkszählung 2010 lebten 183.372 Kalmücken in Russland, davon 162.740 in Kalmückien (57,4 % der Bevölkerung Kalmückiens).

## Etymologie
Zur möglichen Etymologie des Ethnonyms Kalmücken siehe folgenden Artikelabschnitt: Frühe Geschichte der Oiraten und die oiratische Expansion 13.–17. Jahrhundert

## Sprache und Literatur

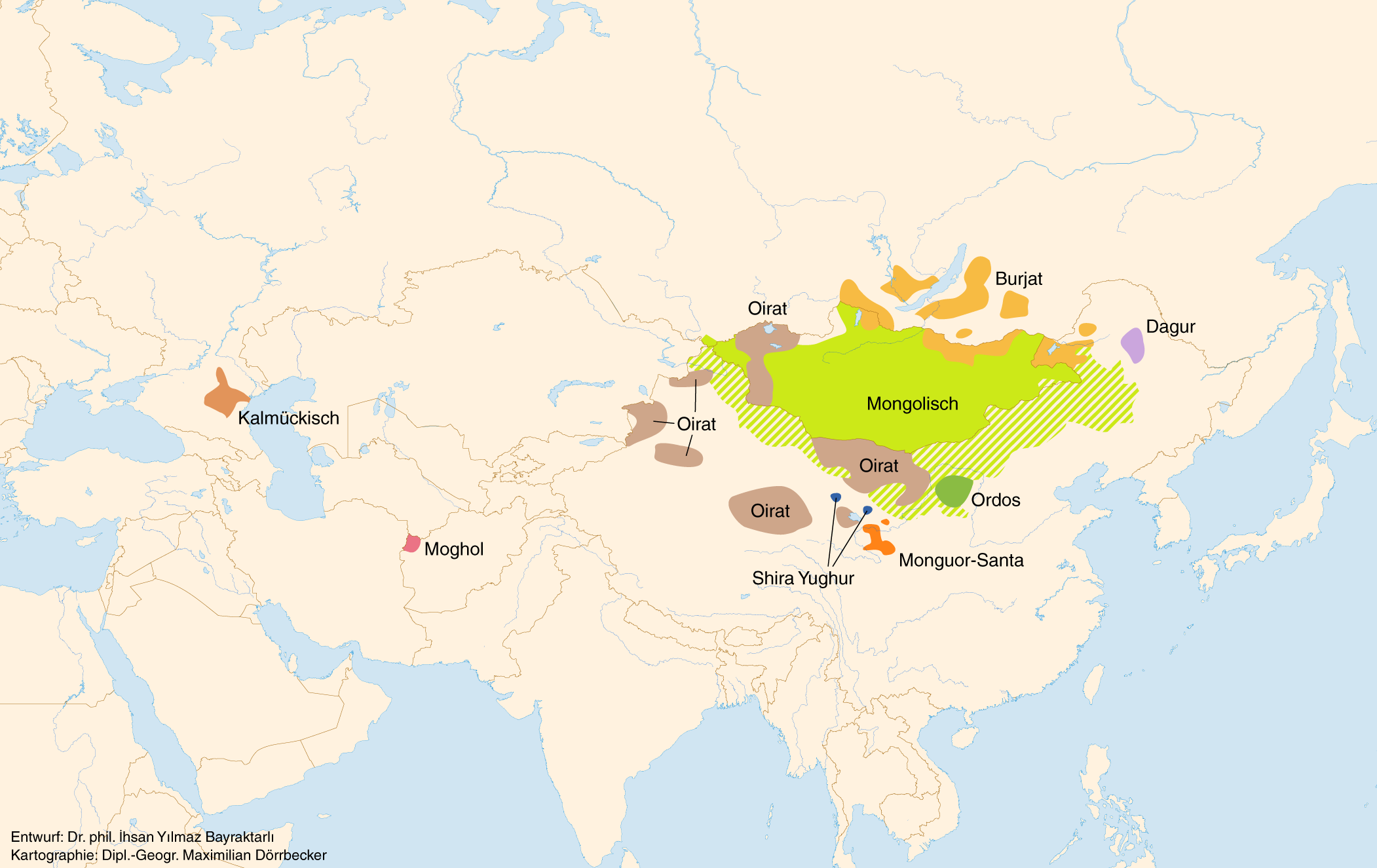
Karte der Verbreitung mongolischer Sprachen. In Brauntönen werden die oiratische und, weit im Westen, die ihr sehr ähnliche kalmückische Sprache dargestellt.

Die kalmückische Sprache zählt neben der oiratischen Sprache zum westlichen Zweig der Sprachfamilie der mongolischen Sprachen und wird von rund 174.000 (Stand: 2002) Sprechern in Russland gesprochen. Die Unterschiede zwischen der oiratischen und kalmückischen Sprache sind gering und nur durch die räumliche Entfernung der letzten 200 Jahre und Sprachpolitik verursacht. Dagegen ist die Verständigung mit Sprechern anderer mongolischer Sprachen kaum möglich.
Ursprünglich wurden Kalmückisch und Oiratisch in einer eigenen, senkrechten Alphabetschrift geschrieben, der Klarschrift oder oiratischen Schrift. 1923 wurde diese jedoch auf Anordnung durch das kyrillische Alphabet ersetzt. In den 1930er Jahren wurde kurzzeitig versucht, das lateinische Alphabet zu übernehmen, ohne dass dies dauerhaft blieb. Die Oiraten in Xinjiang (China), in chinesischen Provinzen weiter östlich und seltener in der westlichen Mongolei schreiben noch immer ihre eigene oiratische Schrift, die von der mongolischen Schrift abgeleitet ist (im engeren Sinne, zur allgemeinen Übersicht siehe Mongolische Schriften).
Zu den bedeutendsten Werken kalmückischer Sprache gehört das aus dem 15. Jahrhundert mündlich überlieferte Heldenepos Džangar (Dschangar; kalmückisch und oiratisch Dschanghr) in zwölf Gesängen.

## Traditionelle Lebensweise

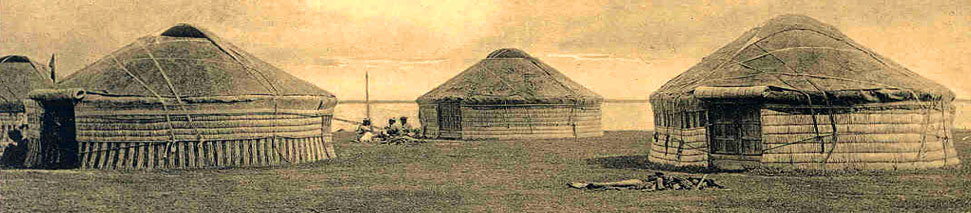
Kalmückische Siedlung transportabler Jurten (kalmückisch: ‚Gher‘) vor der Zeit der Sowjetunion

Als Nomaden und Halbnomaden lebten die Kalmücken bis ins 20. Jahrhundert vorwiegend von Viehzucht, auch von Fischfang und vereinzelt Ackerbau. Als Viehzüchter hielten die Kalmücken vorwiegend Rinder (das Kalmücken-Rind ist nach ihnen benannt), aber auch Kamele, Pferde, Schafe und Ziegen. Obwohl Kalmückien teilweise fruchtbare Böden hat, ist Ackerbau in der fast wasserlosen Steppe traditionell nur in den wenigen Flusstälern möglich.

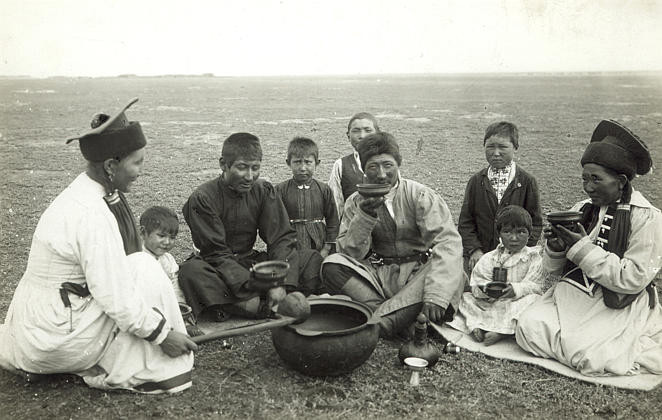
Eine kalmückische Teezeremonie Ende 19. Jahrhundert im Don-Bezirk.

Der nomadischen Lebensweise entsprechend war der traditionelle Familienbund stark auf Zusammenhalt ausgerichtet. Eltern, verheiratete Kinder mit Familien und unverheiratete Kinder bildeten die Großfamilie. Mehrere dieser Sippenverbände bildeten nomadische Dorfverbände, von denen wiederum mehrere entsprechend ihrer Abstammungslinien einen Klan bildeten. Mehrere Klans bildeten einen traditionellen Stamm. Die kalmückisch-oiratische Gesellschaft besteht aus vier großen und mehreren kleinen Stämmen (siehe unten). Traditionell standen Fürsten (tayischi oder khan genannt) den verschiedenen Stämmen vor. Obwohl sich jeder Kalmücke und Oirate seiner ererbten Stammeszugehörigkeit bewusst ist, kam es nach militärischen Niederlagen einzelner Stammesfürsten in der Geschichte immer wieder vor, dass sich seine Anhänger anderen Stammesfürsten anschlossen. Dadurch leben in Kalmückien und auch im westlichen China die Angehörigen mehrerer Stämme gemischt. Neben den Fürsten und dem nachrangigen niederen Adel gab es die Gemeinen sowie einen buddhistischen Priester- und Mönchsstand. Die kalmückische Kultur ähnelte der Kultur anderer Mongolen.
Infolge der vom Sowjetregime in den 1930er Jahren betriebenen Ansiedlung leben die Kalmücken seither in festen Dörfern und Städten, die Gesellschaft ist sozial differenzierter und moderner. Außerdem wurde in sowjetischer Zeit die vollständige Alphabetisierung der Kalmücken durchgesetzt. Allerdings schädigte die sowjetische Wirtschaftspolitik die Landwirtschaft, denn in den Wirtschaftsplänen seit den 1960er Jahren war Kalmückien vorwiegend für die Haltung von Merinoschafen bestimmt, die die Vegetation so stark abfraßen, dass es in einigen Regionen zur Wüstenbildung kam.

## Religion

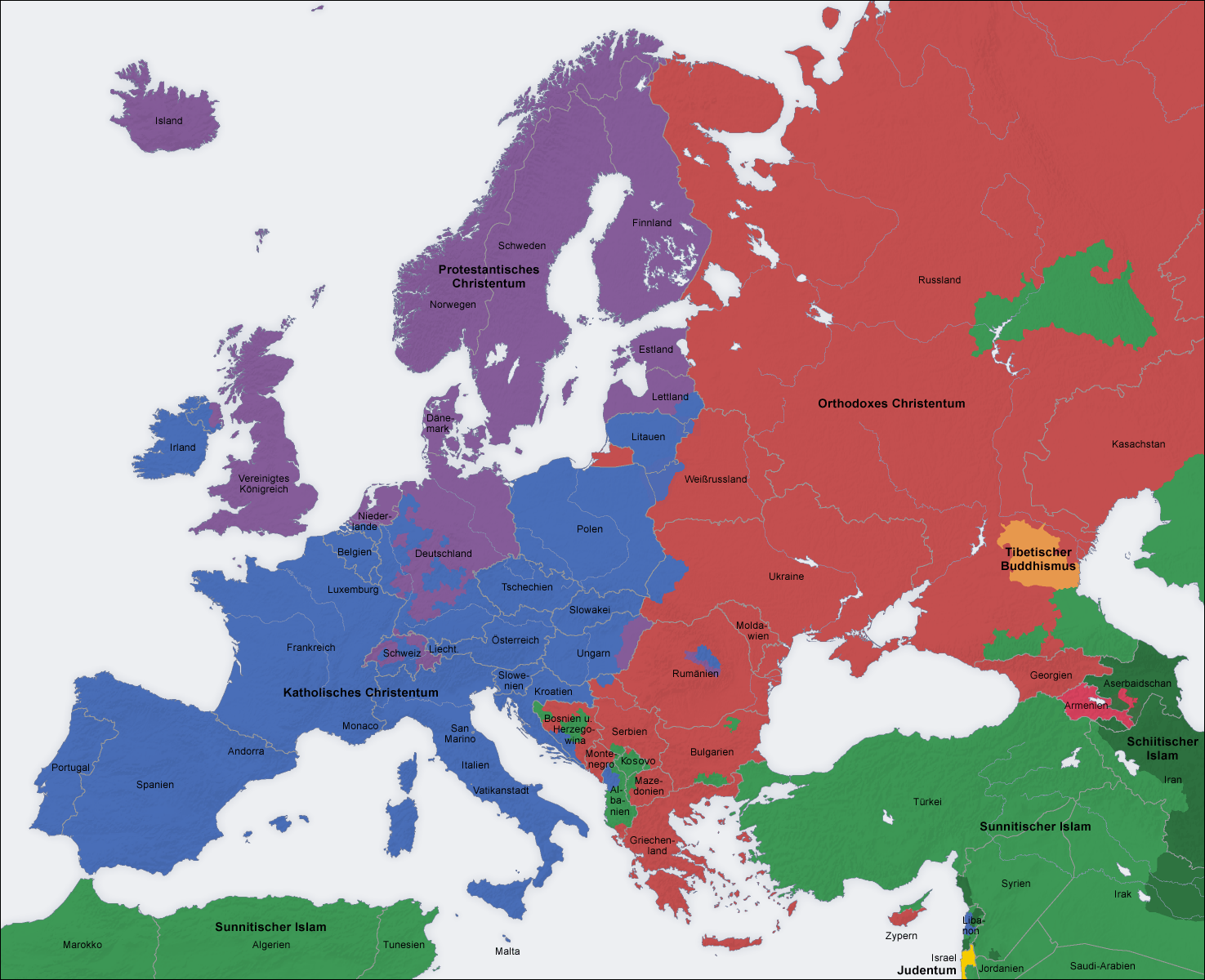
Gebiet in Europa, in dem der tibetische Buddhismus die Mehrheit der Religionsanhänger stellt.

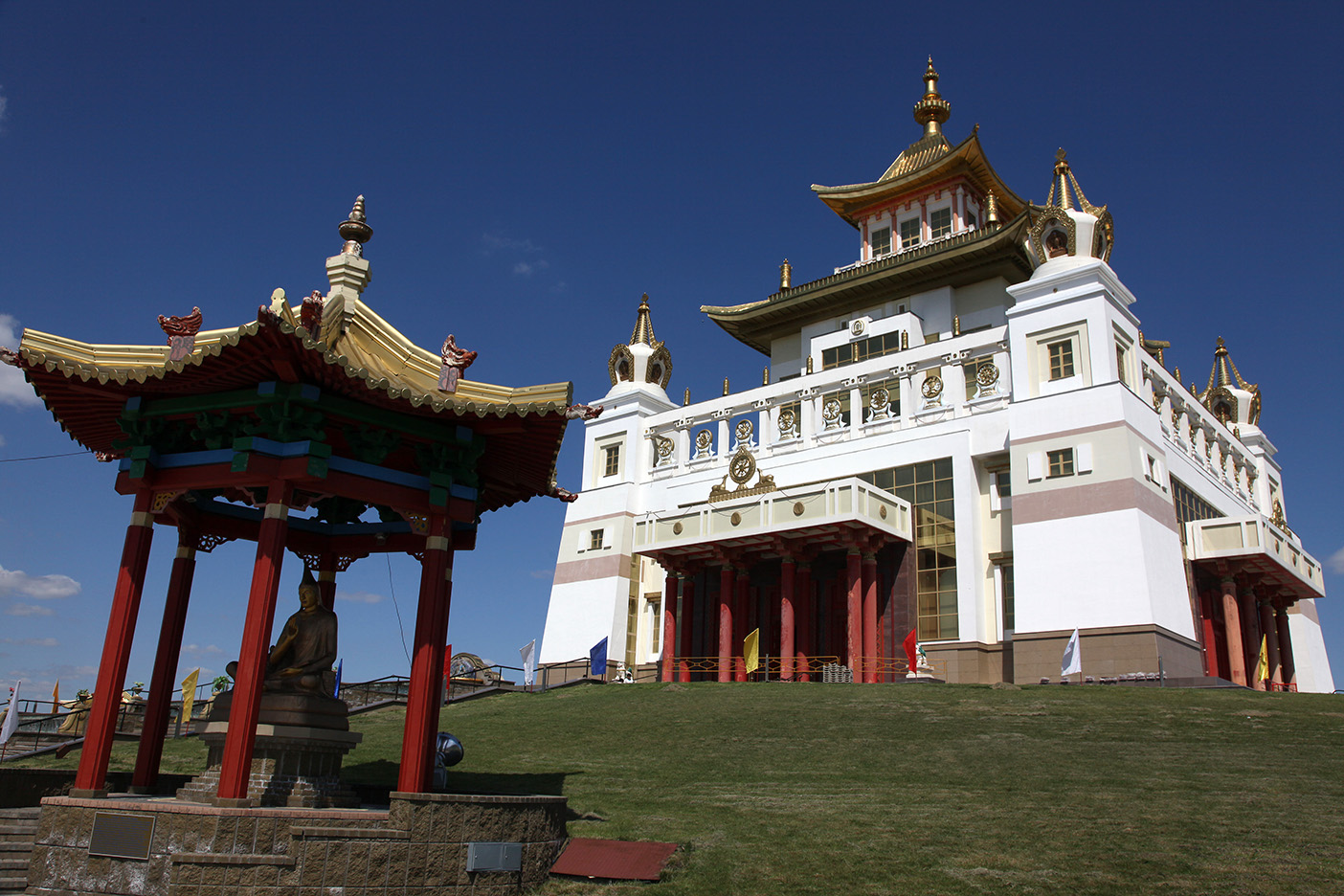
Der „Goldene Tempel“ in Elista für Buddha Shakyamuni, eingeweiht am 27. Dezember 2005

Viele Kalmücken sind, wie andere mongolische Völker, Anhänger des tibetischen Buddhismus, der auch Lamaismus genannt wird, der Gelug(pa)-Schule („Gelbmützen“). Zu dieser Religion konvertierten sie im Laufe des 17. Jahrhunderts, vorwiegend in der ersten Hälfte, zuvor waren sie schamanistisch. Der erste Oiraten-Stamm, der zum Gelug-Lamaismus konvertierte, und der zweite mongolische Stamm überhaupt (nach dem Stamm unter Altan Khan) waren die Choschuten, die weit im Osten in Tibet und nördlichen Nachbargebieten siedeln. Der Choschuten-Herrscher Gushri Khan (1582–1655) half dem Oberhaupt der Gelugpa, dem fünften Dalai Lama Ngawang Lobsang Gyatsho (1617–1682) mit militärischen Mitteln an die Macht in Tibet im Krieg gegen die Oberhäupter anderer Schulen, besonders gegen das Oberhaupt der Karma-Kagyü-(„Schwarzmützen“-)Schule, den zehnten Karmapa Chöying Dorje und gegen die tibetische Tsangpa-Dynastie. Dadurch begründeten die oiratischen Choschuten die Herrschaft der Dalai Lamas in Tibet. Gleichzeitig schickten die Choschuten Missionare des Gelug-Lamaismus zu den anderen Oiraten bis ins Gebiet der unteren Wolga, die ebenfalls konvertierten. Bekanntester Missionar war Zaya Pandita.
Teilweise besuchten die Kalmücken früher buddhistische Zeremonien in mobilen Jurten, seit dem 17. Jahrhundert entstanden auch mehrere Klöster und Tempel (kalmückisch: Churul). Vor der Zeit der Sowjetunion existierten etwa 60 davon. Alle wurden in sowjetischer Zeit abgerissen oder anders verwendet, und der Atheismus wurde gefördert. Fast alle bestehenden Tempel und Klöster in Kalmückien und den Nachbarregionen wurden erst nach dem Untergang der Sowjetunion neu erbaut, nur einer wird rekonstruiert.
Neben den Buddhisten gibt es auch einige muslimische Kalmücken und kleine christliche Gemeinden sowie viele Atheisten.

## Geschichte

### Frühe Geschichte der Oiraten und die oiratische Expansion 13.–17.Jahrhundert

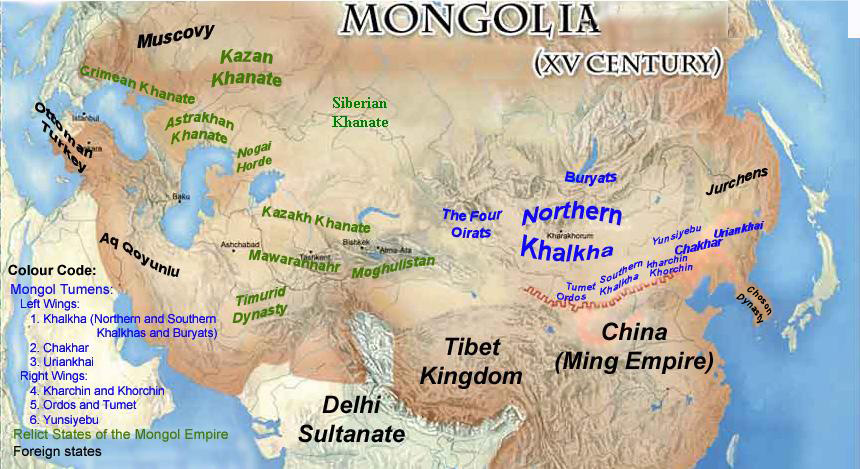
Reste des Mongolenreiches (brauner Hintergrund) vor 1500. Grüne Schrift: Nachfolgestaaten, alle inzwischen turksprachig und (außer dem Khanat Sibir) auch islamisiert. Blaue Schrift: Mongolische Stammesverbände, darunter die vier Oiratenstämme (Dörben Oirat). Schwarze Schrift: andere Staaten und Völker.

Die westmongolischen Oiraten sind etwa seit 1200 südlich des Altaigebirges nachweisbar und wurden dort von Dschingis Khan unterworfen und beteiligten sich an der mongolischen Expansion im 13. Jahrhundert. Nach dem Zerfall des Mongolenreiches und dem Rückzug der Mongolen aus China 1368 lebten sie wieder in der Umgebung des Altai. Dort bildeten sie ab 1400 bis 1636 die Stammes-Konföderation Dörben Oirat aus den vier Hauptstämmen der Dürbeten (Dörböd), Torguten (Torghuud), Choschuten (Choschuud) und Chorosen (Choros). Daneben gibt es einige kleinere Oiratenstämme. Die Angehörigen dieser Konföderation wurden als Oiraten von mongolisch Oirad (oiratisch/kalmückisch Öörd) bezeichnet. Eine andere Bezeichnung „Dsungaren“ von mongolisch: Dschüün Ghar („linker Flügel“) bezeichnete ursprünglich alle Oiraten, wurde aber seit dem 17. Jahrhundert in anderen Sprachen nur noch für den Teilstamm der Chorosen verwendet. Eine weitere Alternativbezeichnung „Kalmücken“ von turksprachig: chalmach (einige Autoren deuten diesen Begriff als „Rest“, weil sie sich von den übrigen turksprachigen und muslimischen Nomaden unterschieden, die Bedeutung ist aber umstritten und nicht hinreichend geklärt) ist bereits seit dem 14. Jahrhundert nachweisbar. Daraus entwickelte sich der russische Name kalmyk, der sich später als Begriff für die weit im Westen lebenden Gruppen etablierte.
Nach dem Rückzug der Mongolen in die Steppe im Jahr 1368 folgt eine lange Phase von Konflikten zwischen den verschiedenen Stammesverbänden um die Vorherrschaft, bei denen die Oiraten zeitweilig unter Esen Tayishi (1439/40–55) zur dominierenden Macht wurden. Später wurden sie von den Khalkha-Mongolen unter Dayan Khan (ca. 1470–1543) und später nochmals 1552 und 1577 geschlagen. In der Folgezeit von 1600 bis 1630 wanderte die Mehrheit der Oiraten, besonders Angehörige der vier großen Stämme, aus ihrer alten Heimat aus.
Die meisten Choschuten wandten sich nach Osten und etablierten sich als Nomaden im Westen des chinesischen Autonomen Gebiets Innere Mongolei, in der Provinz Gansu und in der tibetischen Region Amdo, die etwa der chinesischen Provinz Qinghai entspricht. Sie waren diejenigen, die zuerst zum Gelug-Lamaismus konvertierten, die Vorherrschaft der Dalai-Lamas in Tibet durchsetzten und die anderen Oiraten zu dieser Religion missionierten. Ihre Fürsten bezeichneten sich selbst als „Könige von Tibet“. Sie beherrschten faktisch nur ihre Siedlungsgebiete direkt und bildeten im übrigen Tibet für 100 Jahre eine zweite Macht nach den verbündeten Dalai Lamas.
Die Torguten unter Khu Urluk († 1643) zogen von ihrer ursprünglichen Heimat in Xinjiang aus dagegen am weitesten westwärts. Dabei wanderten sie durch das südliche Sibirien erst in Richtung Ural, um sich ab 1632 zuerst links, dann auch rechts der unteren Wolga niederzulassen. Der bedeutendste Khan des kalmückischen oder torgutischen Khanats war Ayuki (reg. 1670–1724), der einzelne russische Städte (z. B. Kasan) angriff, bis er von Zar Peter I. mit dem russischen Grenzschutz betraut wurde.
Im Gebiet zwischen den Choschuten im Osten und den Torguten im Westen nomadisierten die Dürbeten und die Dsungaren (Chorosen) und kleinere Stämme, die Dürbeten anfangs weiter westlich, etwa zwischen Mittel-Kasachstan und dem Balchaschsee und die Dzungaren östlich davon, vom Balchaschsee bis etwa Ürümqi.
Die große Ausdehnung dieses Gebietes sollte nicht darüber hinwegtäuschen, dass die meisten Bewohner weit zahlreichere, aber unterworfene Tibeter, Uiguren, Kirgisen und Kasachen waren. In der Geschichte Kasachstans wird die Zeit der Angriffe der Oiraten und der oiratischen Herrschaft als zweite Mongolenzeit oder als „Großes Unglück“ bezeichnet. Auch bildeten die Oiraten kein einheitliches Reich, weil die oiratische Stammes-Konföderation in den 1630er Jahren zerfallen war und jeder Stammesfürst selbständig agierte.

### Das Torgutenkhanat und inneroiratische Konflikte 17.–18. Jahrhundert
Die Torguten unter Khu Urluk eroberten und besiedelten Anfang des 17. Jahrhunderts im Bündnis mit den Dürbeten unter Dalay-Bagatur das untere Wolgagebiet. Dabei gerieten sie in Konflikt mit den muslimischen nomadischen Vorbewohnern der Nogaier, die sich nach einigen Niederlagen anfangs unterwarfen, schließlich aber 1635 nach Westen abwanderten. Die „Kleine Horde“ der Nogaier emigrierte in die Umgebung von Asow und flüchtete nach Kriegsvorbereitungen Khu Urluks 1636/1637 weit nach Westen in die damals noch osmanisch beherrschten Regionen Dobrudscha, Jedisan und Budschak. Die Mehrheit emigrierte im 18./19. Jahrhundert weiter ins Osmanische Reich. Die „Große Horde“ der Nogaier flüchtete dagegen ins Steppenvorland Nordkaukasiens. Khu Urluk starb bei einem Feldzug im Kaukasus gegen sie. Seit dem Abzug der Nogaier wurden die Steppengebiete des Wolga-Uralgebietes vom Steppenreich der Torguten/Kalmücken dominiert.

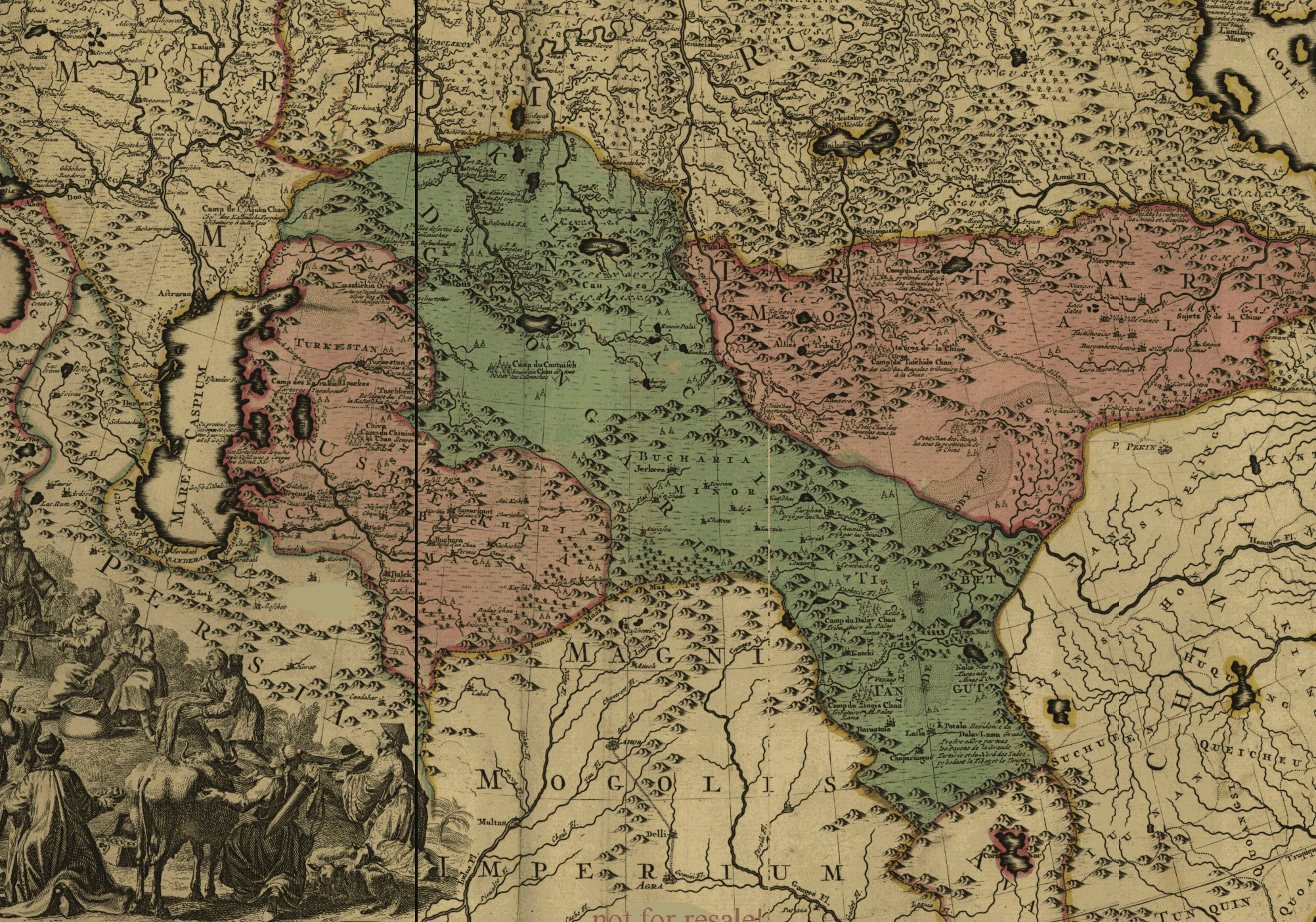
Ausbreitung des Dsungarischen Khanates (grün) von West-Tibet bis zum Uralfluss auf einer französischen Karte 1720. Nordwestlich ist auch das „Camp de l’Ajuku Chan“ (=„Camp des Ayuki“) eingezeichnet.

In der zweiten Hälfte des 17. Jahrhunderts folgten oiratische Kriege um die Vorherrschaft in der 1636 zerfallenen Oiratenkonföderation, die im 18. Jahrhundert von den Kasachen zum Aufstand gegen die Oiraten und von China und Russland zur Unterwerfung der übrigen Kalmücken und Oiraten genutzt wurden. Anfangs versuchten die Dsungaren (Chorosen) unter Khungtaidschi Batur und seinen Nachfolgern durch Unterwerfung der Dürbeten die Einheit gewaltsam zu erneuern. Khu Urluks Nachfolger Daichin unterwarf die flüchtenden Dürbeten und beendete die Expansion des Dsungarischen Khanates nach Westen etwa am Uralfluss. Dadurch strömten auch Oiraten, die nicht zum Stamm der Torguten gehörten, in größerer Zahl ins westliche Kalmückenkhanat. Im Osten kamen die Dsungaren bei einer Invasion im westlichen Tibet in Konflikt mit den Choschuten, die Tibet verteidigten. Der Choschutenherrscher Lhabsang Khan starb 1717 bei der Verteidigung der Hauptstadt Lhasa gegen die Dsungaren.
Diese oiratischen Konflikte nutzte zuerst die chinesische Armee der mandschurischen Kaiser der Qing-Dynastie 1715–24 zur Expansion Chinas nach Westen. Zuerst wurden das Choschutenkhanat beseitigt und ihre Hauptsiedlungsgebiete als chinesische Provinz Gansu und abhängiges Gebiet Qinghai angeschlossen, die südlicheren Teile des Hochlandes von Tibet wurden zum Qing-Protektorat unter den Dalai Lamas. Auch die Dsungaren mussten 1720 eine Niederlage gegen die chinesische Armee hinnehmen und sich aus dem westlichen Tibet zurückziehen, woraufhin sie Anlehnung an Russland suchten und unter Galdan Tsereng (1727–45) erneut größere Teile Kasachstans unterwarfen. Das Verhältnis zum Torgutenkhanat mithin den „Kalmücken“ im Westen blieb politisch angespannt. Das Dsungarenreich wurde 1745–1757 von China im Osten beseitigt und gleichzeitig beendeten im Westen die Kasachen die Herrschaft der Dsungaren. Die Oiraten aus dem heutigen Kasachstan flüchteten entweder nach Osten in die nun chinesisch beherrschte Dsungarei oder zu den westlichen Kalmücken. Durch diese Ereignisse Mitte des 18. Jahrhunderts wurden die Kalmücken im Westen räumlich etwa 2000 Kilometer weit von den übrigen Oiraten im Osten getrennt.

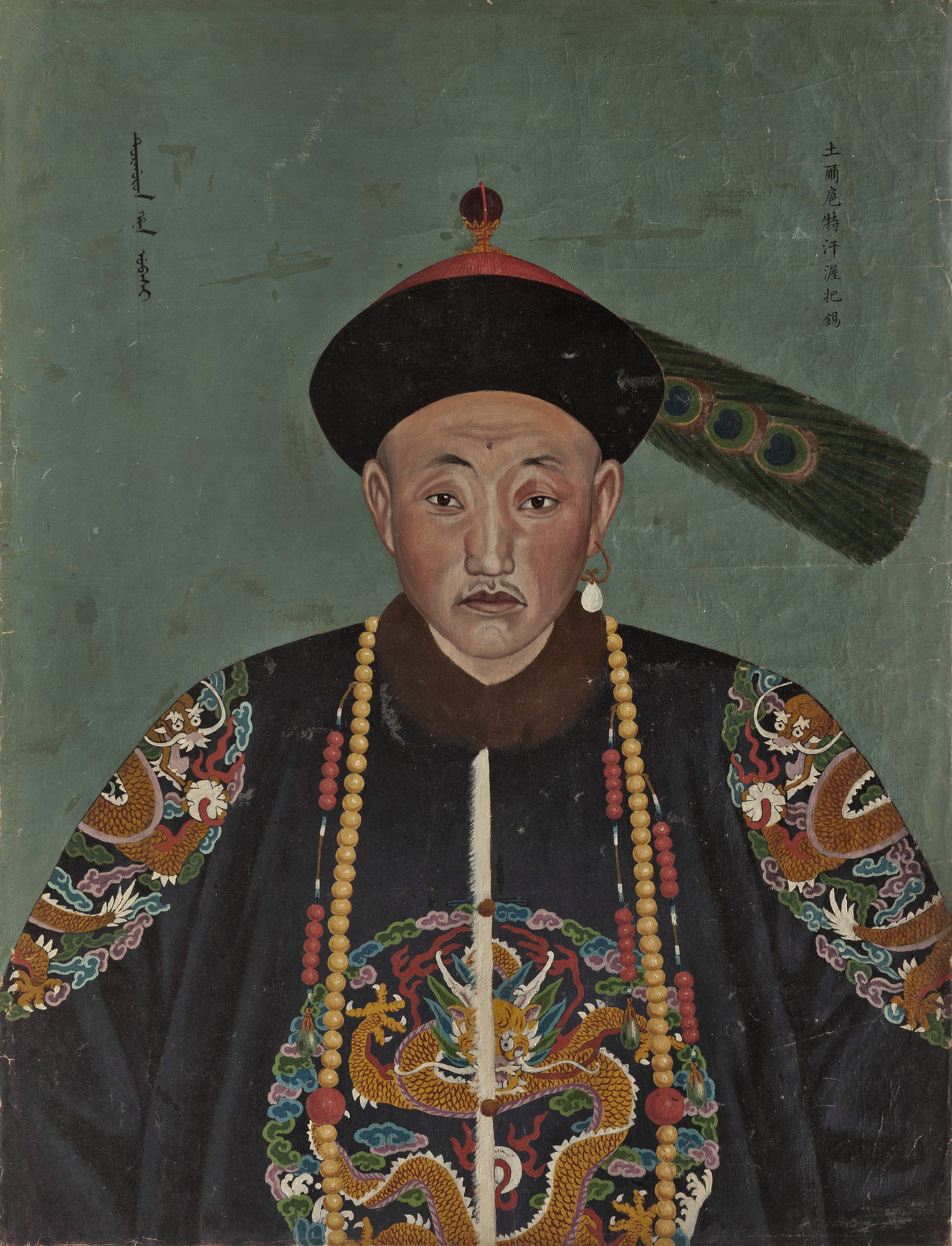
Ubaschi Khan. Gemälde nach der Rückkehr nach China, wahrscheinlich von dem chinesischen Hofmaler Ignaz Sichelbarth (Ài Qǐměng)

Lange Zeit pflegten die Kalmücken im Westen Bündnisse mit Russland vor allem gegen die Nogaier. Seit Ende des 16. Jahrhunderts, verstärkt aber seit Anfang des 18. Jahrhunderts expandierten mit Russland verbündete Terekkosaken und Kubankosaken ins südrussische Vorland Nordkaukasiens. Dabei wurden die Nogaier auch mit Hilfe kalmückischer Verbände allmählich an den oberen Kuban (vgl. Rajon der Nogai in Karatschai-Tscherkessien) und an den mittleren Terek abgedrängt (beispielsweise in den Rajon der Nogai in Dagestan). Seit Anfang des 18. Jahrhunderts wurde das Kalmückenkhanat faktisch ein Vasall Russlands.
In der zweiten Hälfte des 18. Jahrhunderts wurden die Kalmücken mit einer Ansiedlungspolitik von Kosaken, Wolgadeutschen konfrontiert, die ihre Weideflächen verkleinerte. Unzufrieden mit dieser Politik beschlossen die Kalmücken unter Ubaschi Khan (reg. 1761–1771/5) Anfang 1771 zur großen Mehrheit, ins alte Siedlungsgebiet am Altai zurückzukehren. Vom Januar 1771 bis 1786 kehrten sie unter starken Verlusten durch den Widerstand der Kasachen zurück ins alte Stammland. Nur 66.000 von über 169.000 Menschen überlebten und kamen am Ili an, wo ihnen der Qing-Kaiser Weideplätze zuwies. Die Gruppen westlich der Wolga blieben aufgrund der Unpassierbarkeit des Flusses und weil Kosaken die einzige Wolgabrücke gesprengt hatten, in jenem Frühjahr zurück und lebten dadurch in Russland.

### Die Kalmücken in Russland seit dem 18. Jahrhundert

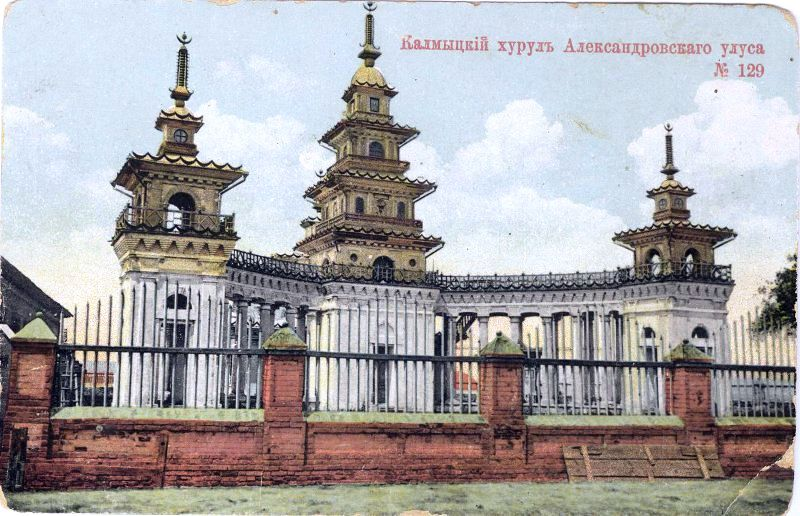
Ein ehemaliger Gedächtnistempel nahe Astrachan für kalmückische Einheiten, die 1812 gegen die französische Armee kämpften.

Die verbliebenen Kalmücken lebten bis ins 20. Jahrhundert als Nomaden und Halbnomaden zwischen der unteren Wolga und dem unteren Don. Obwohl die Kalmücken nicht zum Wehrdienst verpflichtet waren, gehörten kalmückische Einheiten in den Kriegen des 18. und 19. Jahrhunderts zur Armee Russlands. Eine Minderheit trat in die Verbände der Kosaken ein und wurde dabei christlich getauft.

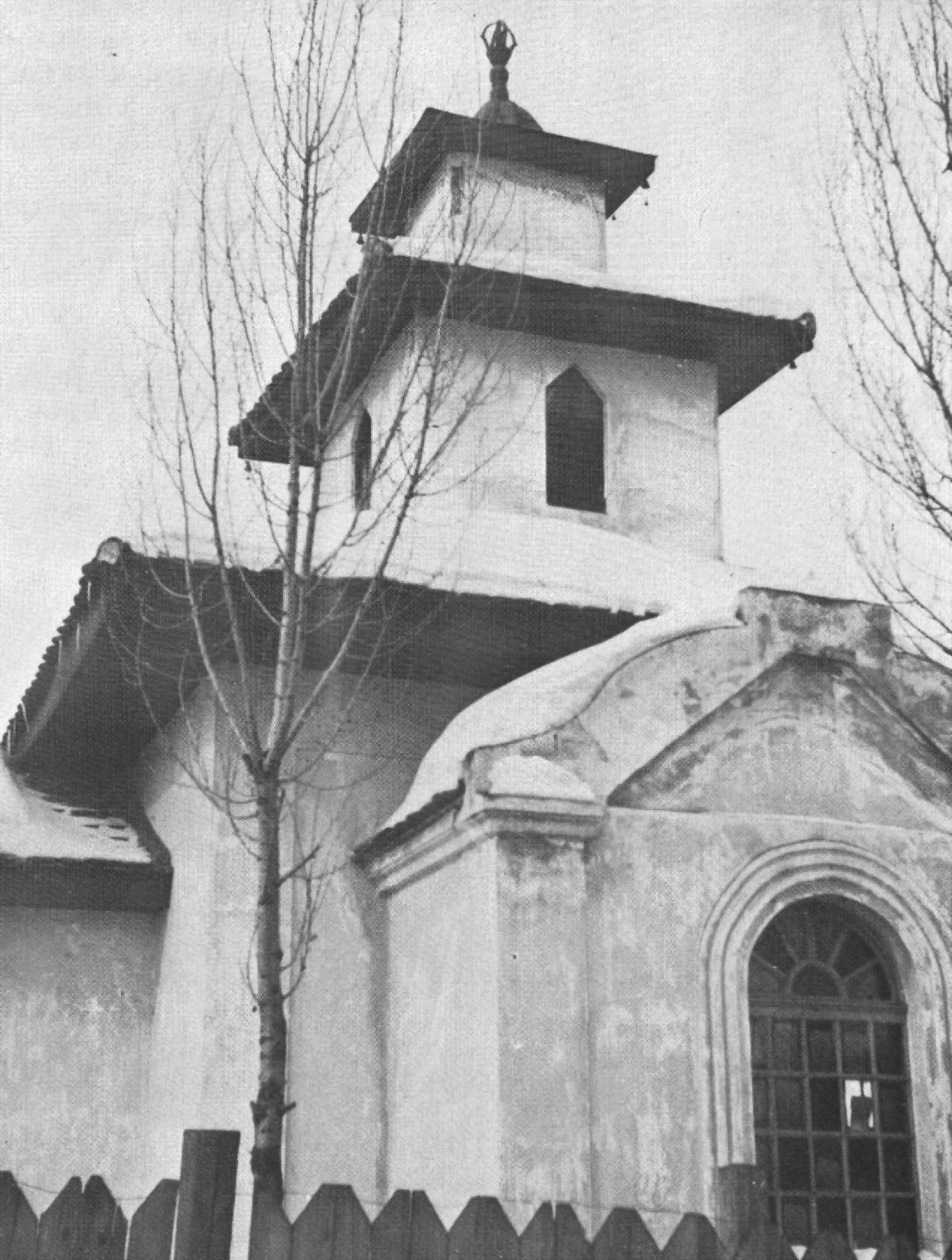
Kalmückischer Exiltempel in Belgrad 1929–44

Nach der Februarrevolution 1917 bildeten die Kalmücken wie viele andere Minderheiten Russlands einen Nationalrat, der unter Fürst Dmitri Tundutow, einem ehemaligen Adjutanten Kaiser Nikolaus’ II. stand. Im Russischen Bürgerkrieg 1918–20 standen viele westlichere „Don-Kalmücken“ auf der Seite der gegen die Bolschewiki kämpfenden Weißen Armee, während die östlicheren „Astrachan-Kalmücken“ von der Roten Armee beherrscht wurden. Ein paar Tausend Kalmücken emigrierten am Ende des Krieges ins europäische Ausland, vornehmlich in die Tschechoslowakei, nach Frankreich und vor allem nach Jugoslawien, insbesondere Belgrad. Durch Emigration und Opfer in der Kriegszeit ging die kalmückische Bevölkerung von 190.648 zur Volkszählung 1897 auf 127.651 im Jahre 1926 zurück.
In der Sowjetunion erhielten die Kalmücken ein Autonomes Gebiet, das später zur Autonomen Sozialistischen Sowjetrepublik (ASSR) innerhalb der Russischen SFSR ausgerufen wurde. Im Zuge der Zwangskollektivierung wurden die Kalmücken zur Sesshaftigkeit gezwungen. Diese abrupte Zwangsansiedelung führte anfangs zu Hungersnöten, vom benachbarten Nomadenvolk der Kasachen starben 1932/1933 zwischen 1,3 und 1,5 Millionen Menschen. Teilweise unterstützten die Kalmücken nach diesen Erfahrungen im Zweiten Weltkrieg die einmarschierende Wehrmacht und begleiteten sie auf ihrem Rückzug. Auch wurde ein eigenes, aus Freiwilligen bestehendes Kalmückisches Kavalleriekorps für die Wehrmacht aufgestellt. Die Kalmückische ASSR wurde in Vergeltung für die Kollaboration aufgelöst und die restliche kalmückische Bevölkerung am 28. Dezember 1943 nach Sibirien, Kasachstan, Usbekistan, Kirgisistan und Tadschikistan zwangsumgesiedelt. Ein Drittel der Deportierten kam ums Leben. Strafdeportationen nach Mittelasien und Sibirien trafen unter Stalin auch andere sowjetische Völker, wie die Krimtataren, Karatschaier, Balkaren, Inguschen und Tschetschenen. In allen Fällen war die Zahl der gegen die Rote Armee kämpfenden Männer kleiner als die Zahl der in der Roten Armee kämpfenden Männer. Unter Chruschtschow durften die Deportierten ab 1958 in die wiedergegründete Kalmückische ASSR zurückkehren. Bei der Volkszählung 1959 lebten nur 106.066 Kalmücken. Die meisten der 5.000 bis 7.000 nach Deutschland ausgewanderten Kalmücken wurden nach dem Krieg zwangsrepatriiert. 1951 befanden sich nach einer Zählung 847 Kalmücken in Deutschland und Österreich, wovon ein Großteil zwischen Dezember 1951 und April 1952 in die USA, vor allem nach Philadelphia und New Jersey, emigrierte.
Mit über 180.000 Menschen im Jahr 2010 lag die Bevölkerungszahl der Kalmücken unter dem Stand von 1890. Nach Berichten von 2006 verfolgte Kirsan Iljumschinow, damals Präsident der russischen Republik Kalmückien, eine Politik der Rücksiedlung der etwa 150.000 Kalmücken aus Westchina, deren Vorfahren 1771–1786 abgewandert waren. Die Regierungen Russlands und Chinas befürworteten damals diese Pläne.

## Bekannte Kalmücken

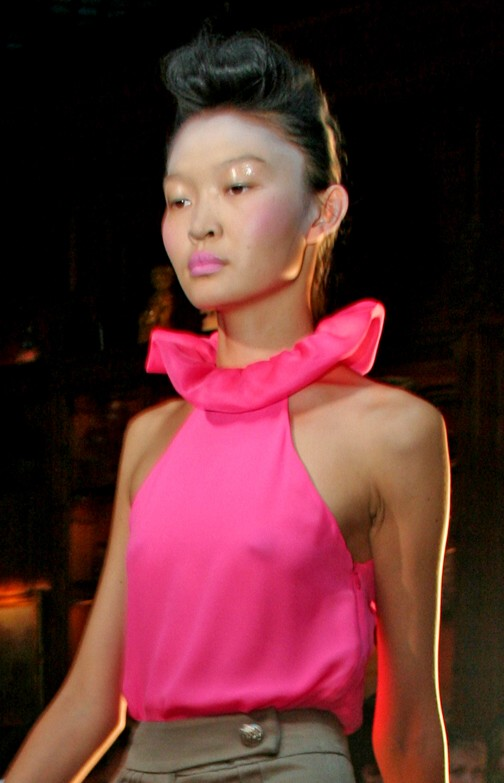
Jewgenia Mandschiewa
als Model (2007)

- Fedor Iwanowitsch, genannt Kalmück (1765–1832), Maler, u. a. Hofmaler am Hof von Karlsruhe.
- Ilja Nikolajewitsch Uljanow (1831–1886), Vater von Alexander Iljitsch Uljanow und Wladimir Iljitsch Lenin, Mathematik- und Physiklehrer
- Okna Tsahan Zam (* 1957), bekannter Obertonsänger (Kehlkopfgesang, Khoomei) aus Kalmückien. Er ist auch Interpret des traditionellen oiratisch-kalmückischen Epos Dschangar und Träger des Titels National Kalmyk Djangartschi.
- Alexei Maratowitsch Orlow (* 1961), Oktober 2010–Oktober 2019 Oberhaupt der Republik Kalmückien
- Kirsan Nikolajewitsch Iljumschinow (* 1962), Millionär, Politiker und Schachfunktionär in Russland, 1993–2010 Präsident der Republik Kalmückien.
- Alexandra Mandschiewna Buratajewa (russisch: Александра Манджиевна Буратаева) (* 1965), Abgeordnete der Duma von 2003 bis 2011, Nachrichtensprecherin.
- Youri Djorkaeff (* 1968), ehemaliger französischer Fußballer polnisch-armenisch-kalmückischer Abstammung
- Telo Tulku Rinpoche (* 1972), in Philadelphia geborener Kalmücke, 1992–2023 oberster Geistlicher (Shajin Lama) in der Republik Kalmückien
- Jewgenia Mandschiewa (* 1985), kalmückisches Model[16] und Schauspielerin im kalmückischen Film „Die Möwen“ auf der Berlinale 2015[17]